# Elena Covalenco
Elena Covalenco (în rusă Елена Константиновна Коваленко; n. 23 noiembrie 1956, satul Chioselia Rusă, raionul Comrat) este un om politic găgăuz din Republica Moldova, care îndeplinește în prezent funcția de vicepreședinte al Adunării Populare din UTA Gagauz-Yeri (din 2008).

## Activitatea politică
Elena Covalenco s-a născut la data de 23 noiembrie 1956, în satul Chioselia Rusă din raionul Comrat. După absolvirea școlii secundare în 1974, a urmat studii la Școala Tehnică de Culturalizare a Maselor "E. Sârbu" (1974-1979).
Începând din anul 1976 a lucrat ca bibliotecară la Biblioteca din satul Ruscaia Chiselia (Chioselia Rusă). În anul 1999 a fost aleasă ca primar al satului Chioselia Rusă, fiind realeasă în această funcție în anul 2003.
La alegerile din 16 martie 2008, Elena Covalenco a candidat din partea mișcării "Ravnopravie pentru scaunul de deputat în cadrul Adunării Populare din UTA Găgăuzia, în circumscripția Chioselia Rusă, obținând 106 voturi în primul tur (adică 27.68%), față de principala contracandidată, comunista Olga Cîrpala, care a obținut 154 voturi (adică 40.21%). În al doilea tur de scrutin din 30 martie 2008, ea a strâns 208 voturi (51.11%), în timp ce pentru Cîrpala au votat doar 199 alegători (48.89%) .
După patru alegeri ratate pentru postul de președinte al legislativului găgăuz , ca urmare a regrupării deputaților, la data de 31 iulie 2008, toți cei 30 deputați din Adunarea Populară care au fost prezenți la ședință au ales-o pe deputata Ana Harlamenco în funcția de președinte al Adunării Populare a Găgăuziei, una din cele doua funcții de vicepreședinte revenind liderului comuniștilor din autonomie, Demian Caraseni, iar cea de-a doua deputatei Elena Covalenco, din partea mișcării "Ravnopravie" .